# Indeks kształtu jaja

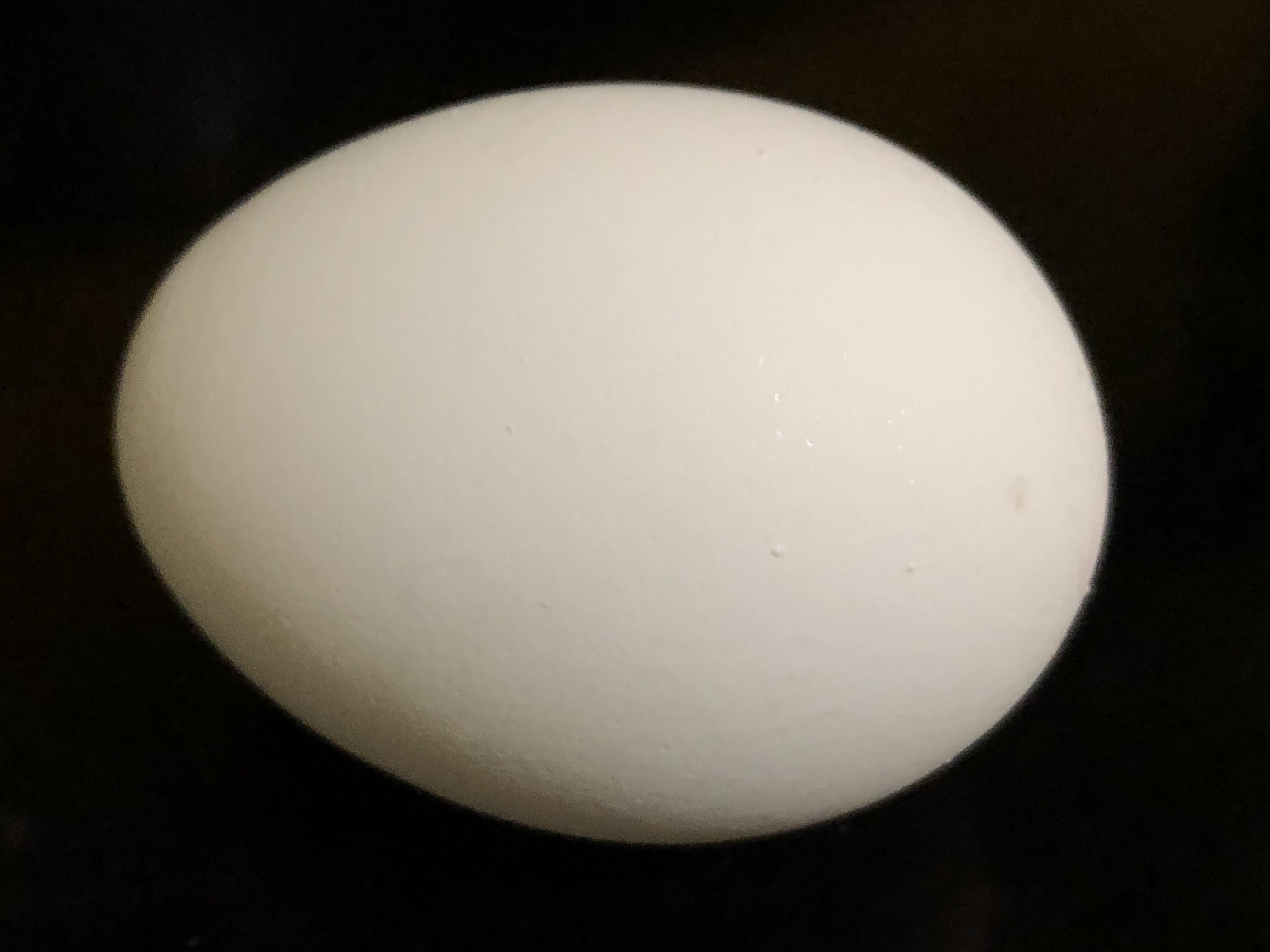
Jajo kurze

Indeks kształtu jaja (ang. Shape Index, skr. SI) – jedna z cech handlowych jaj konsumpcyjnych: stosunek szerokości jaja do jego długości.
Indeks oblicza się według wzoru:
{\displaystyle IK={W \over L}*100}
gdzie IK to indeks, a W stanowi szerokość, natomiast L wysokość jaja. Wartość do 72 oznacza ostry kształt jaja, od 72 do 76 kształt zwykły, a powyżej 76 kształt okrągły.